# Museo storico di Budapest
Il museo storico di Budapest (in ungherese Budapesti Történeti Múzeum) è una raccolta di reperti che, dall'unificazione della città avvenuta nel 1873, sono stati raccolti per testimoniare la sua storia. Il museo è anche chiamato museo del castello.
Nel corso della ricostruzione successiva ai danni arrecati dalla seconda guerra mondiale, nell'ala sud del palazzo reale sono state rinvenute alcune stanze risalenti al Medioevo che permettono oggi di comprendere il carattere dell'antico palazzo. Queste stanze, tra cui una piccola prigione e una cappella, si trovano nei sotterranei del palazzo e ospitano una mostra, dedicata al palazzo reale della Buda medievale, che espone armi, sigilli e pavimentazioni dell'epoca.
Al piano terra, la mostra su Budapest nel Medioevo illustra l'evoluzione della città dalle sue origini romane all'insediamento ungherese del XIII secolo. Anche a questo livello sono state ricostruite le mura di cinta, i guardini, una prigione, le statue gotiche del palazzo reale che risalgono ai secoli XIV e XV. Le statue furono scoperte casualmente durante gli scavi del 1974. Al primo piano, viene tracciata una storia della città dal 1686 ai giorni nostri.